# Marc Viader i Bas
Marc Viader i Bas   (Cardedeu, 1879 - Cardedeu, 21 de juliol de 1954) fou un empresari català del sector lleter.

## Biografia
Va iniciar la seva relació amb el sector làctic treballant com a empleat a la Granja Comas del carrer d'en Xuclà de Barcelona. El 1910 va aconseguir regentar aquest negoci que va ser l'inici d'una pròspera activitat comercial que el va portar a comprar sis granges més abans de 1936.
El 1925 va participar en la fundació de la societat anònima Letona de la qual va arribar a ser l'accionista majoritari. El 1931 va posar al seu fill Joan Viader Roger el front d'aquesta empresa.
La seva activitat com a criador i comerciant de bestiar va contribuir a la millora i increment de la cabana de vacum de Catalunya, potenciant la introducció de la raça frisona al Vallès i guanyant algun concurs sectorial.
Va fundar a Cardedeu la Granja Model, que porta el seu nom, projectada per l'arquitecte Manuel Joaquim Raspall, a qui es deu també la remodelació de la Torre Viader.
Va estar casat amb Matilde Roger i Canals, amb qui tingué vuit fills.